# 로베르트 아르볼레다
로베르트 아벨 아르볼레다 에스코바르(스페인어: Robert Abel Arboleda Escobar, 1991년 10월 22일 ~ )는 에콰도르의 축구 선수로 현재 캄페오나투 브라질레이루 세리이 A의 상파울루 FC에서 센터백으로 활약하고 있다.